# 拉尼库尔马塞尔
拉尼库尔马塞尔（法語：Lagnicourt-Marcel，法語發音：[laɲikuʁ maʁsɛl]）是法国上法蘭西大區加来海峡省的一个市镇，属于阿拉斯区。

## 地理
拉尼库尔马塞尔（50°9'28"N, 2°57'22"E）面积8.42 平方千米，位于法国上法蘭西大區加来海峡省，该省份为法国北部沿海省份，西北濒北海，南至索姆省，东临北部省。
与拉尼库尔马塞尔接壤的市镇（或旧市镇、城区）包括：凯昂、博梅莱康布雷、莫尔希、诺勒伊、沃-弗罗库尔。

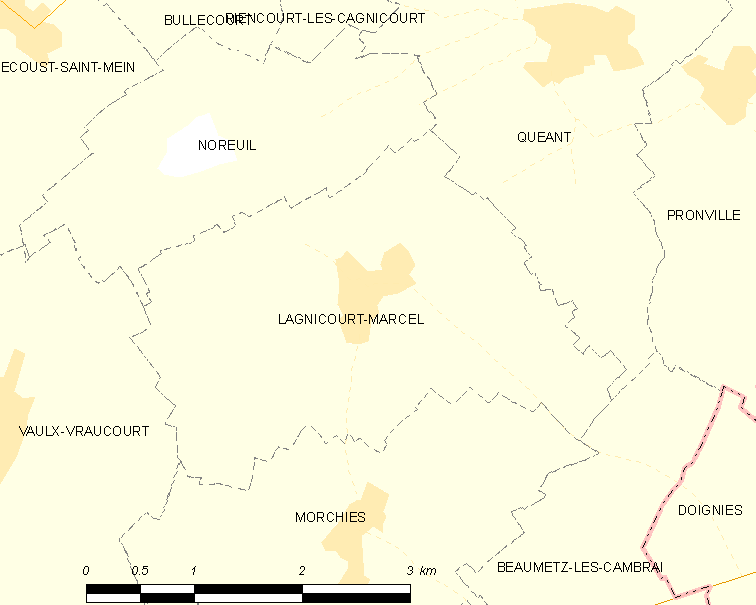
拉尼库尔马塞尔的OSM定位图

拉尼库尔马塞尔的时区为UTC+01:00、UTC+02:00（夏令时）。

## 行政
拉尼库尔马塞尔的邮政编码为62159，INSEE市镇编码为62484。

## 政治
拉尼库尔马塞尔所属的省级选区为巴波姆县。

## 人口

1962-2008年间拉尼库尔马塞尔人口变化图示

拉尼库尔马塞尔于2022年1月1日时的人口数量为309人。